# Robert Berton
Robert-Joseph Berton (pron. fr. AFI: [ʁɔbɛʁ ʒozɛf bɛʁtɔ̃]) (Aosta, 14 gennaio 1909 – Aosta, 15 giugno 1998) è stato uno storico italiano.

## Biografia
Originario di La Thuile, Robert-Joseph Berton nasce a Aosta figlio di Jean-Dominique, negoziante, e di Giulia Venturin. Dedica la sua vita alla salvaguardia e alla divulgazione del patrimonio della Valle d'Aosta per quanto riguarda i beni culturali.
Lavorò presso il "Comité des traditions valdôtaines", l'Académie Saint-Anselme e il consiglio comunale di Aosta.

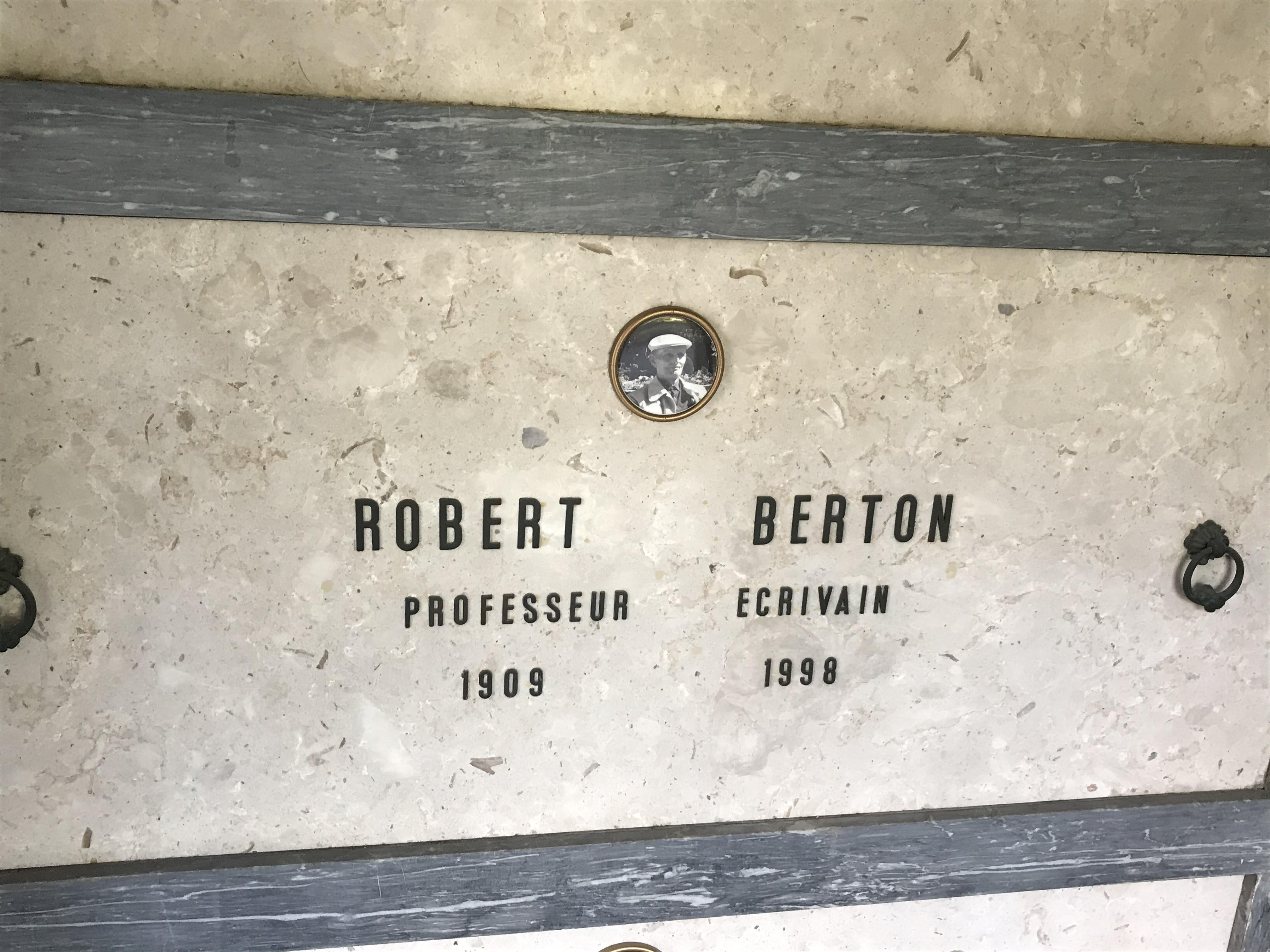
La tomba di Robert Berton al cimitero di Aosta.

A La Thuile è presente la Maison-musée Berton, museo dell'artigianato valdostano, dedicato all'opera e alla memoria dei fratelli Robert et Louis.

## Opere
Gli studi di Robert Berton sono stati redatti interamente in lingua francese, e ad oggi non sono state effettuate traduzioni.
- Les Châteaux du Val d'Aoste (1950)
- Les chapiteaux romains du cloître de Saint-Ours (1954)
- La cité d'Aoste et les costumes valdôtains (1955)
- Le patrimoine architectural du Val d'Aoste (1957-1961)
- Les cheminées du Val d'Aoste (1961)
- Les stalles de la cathédrale d'Aoste (1962)
- À l'écart des grands chemins (1963)
- Les stalles de l'insigne collégiale de Saint-Pierre et de Saint-Ours d'Aoste (1964)
- Les constantes de l'architecture valdôtaine (1965)
- Le prestige du passé (1967)
- À l'ombre des clochers du Val d'Aoste (1970)
- Les cadrans solaires du Val d'Aoste (1972)
- L'architecture valdôtaine et son enracinement dans le paysage (1973)
- Anthroponymie valdôtaine - Raccolta in diciassette tomi di onomastica valdostana, pubblicata tra il 1976 e il 1988, secondo il catasto del Regno di Sardegna
- Sur les sentiers du passé (1977)
- Portes et portails du Val d'Aoste (1984)
- Voir et comprendre (1991)

Ha curato inoltre:
- Anthroponymie Valdôtaine - sui registri delle parrocchie, proprietà recensite e archivi del Catasto Sardo della Valle d'Aosta, pubblicato tra il 1976 e il 1988;
- Toponymie valdôtaine - studi di toponomastica dei comuni di Courmayeur, Pré-Saint-Didier, La Thuile e Morgex.